# Placca australiana

     Carta delle placche tettoniche terrestri. La placca australiana è in arancione, sulla sinistra.

La faglia Alpina (Alpine fault), che taglia in due l'Isola del Sud della Nuova Zelanda segnando uno dei confini della placca australiana.

La placca australiana è una placca tettonica della litosfera terrestre, comprendente la grande isola dell'Australia, la Nuova Guinea, la Nuova Caledonia, buona parte della l'Isola del Nord della Nuova Zelanda e alcuni ampi settori degli oceani circostanti. 
Per lungo tempo è stata considerata facente parte dell'unica grande placca indo-australiana, mentre studi recenti indicherebbero che le due placche si sono ormai separate lungo un confine passante sotto l'oceano Indiano equatoriale. La causa sarebbe da ricercarsi nello stress tettonico causato dalla collisione tra la stessa placca e la placca euroasiatica, lungo l'asse dell'Himalaya.
A nordest e a est la placca australiana confina con la placca pacifica, in corrispondenza dell'oceano omonimo. Un margine convergente segna il limite a nordest, marcato dalle fosse oceaniche (e dai corrispondenti archi insulari) delle Tonga e delle Kermadec. Ad est, dalla Nuova Caledonia alla Nuova Zelanda, il confine geologico è costituito da un margine conservativo (trascorrente) segnato dalla importante faglia alpina, che taglia l'Isola del Sud ed è responsabile di un'intensa attività sismica. A sud della Nuova Zelanda, infine, in corrispondenza dell'isola Macquarie, il margine ha caratteristiche intermedie tra convergente e trascorrente, con inizio di subduzione della placca australiana al di sotto della placca pacifica.
A nord il confine è con la placca euroasiatica, in corrispondenza delle isole indonesiane di Giava e Sumatra. Questo confine geologico, molto attivo, è segnato dalla profonda fossa di Giava, nella quale la placca australiana subduce sotto quella euroasiatica, con imponenti fenomeni di vulcanismo e sismicità.
A nordovest la placca australiana confina con la placca indiana, lungo un confine geologicamente molto recente (8 milioni di anni fa) che veniva precedentemente ritenuto una zona di compressione intraplacca. A sud un margine divergente, in corrispondenza della dorsale indiana sudorientale, segna il confine con la placca antartica, mentre ad ovest il confine è con la placca africana, lungo un altro importante margine divergente segnato dalla dorsale medio-indiana.